# 36 Korpus Strzelecki (ZSRR)

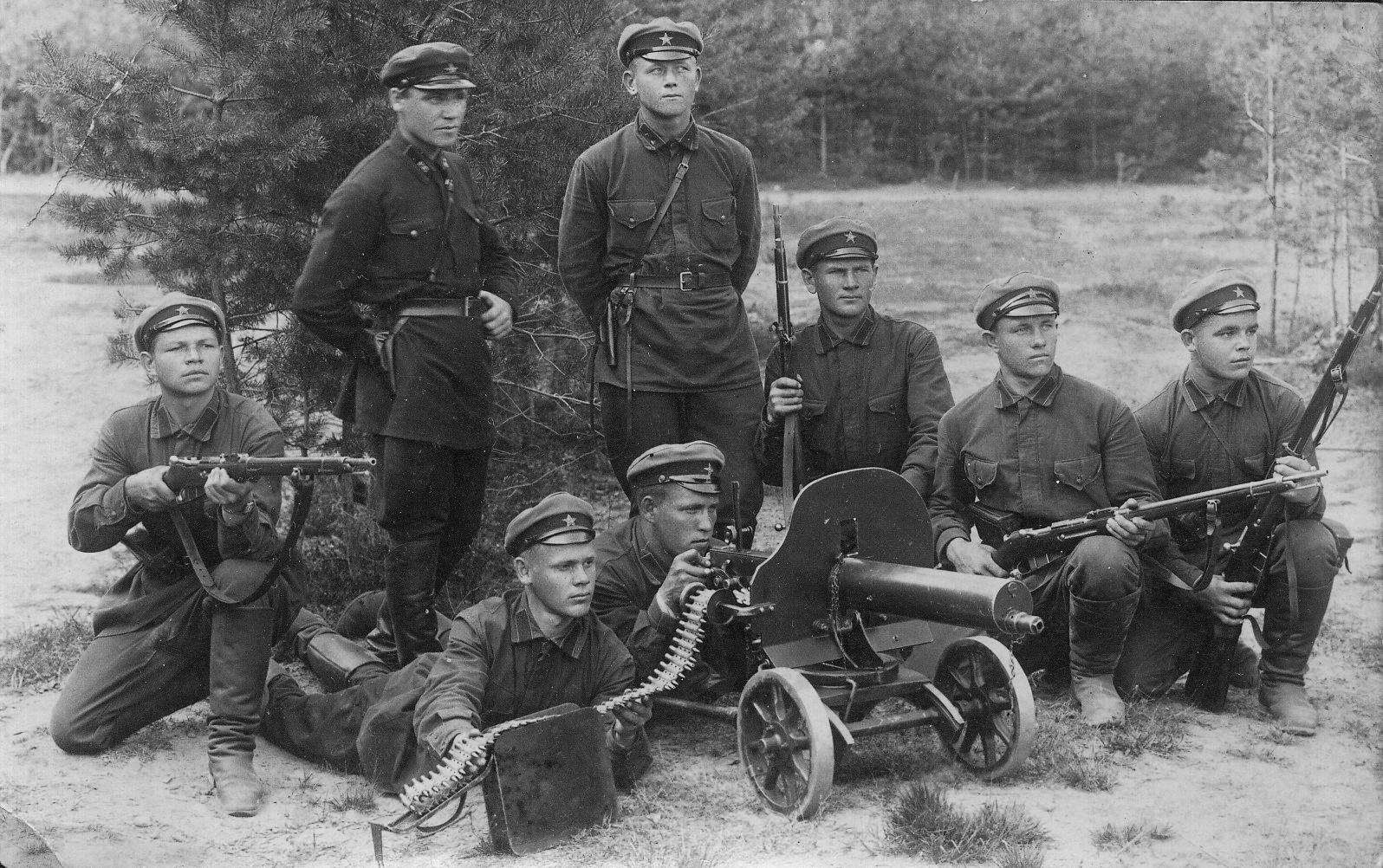
Piechota Armii Czerwonej około 1930 roku.

36 Korpus Strzelecki (ros. 36-й стрелковый корпус)  – wyższy związek taktyczny Armii Czerwonej.

## Formowania i walki
36 Korpus Strzelecki (36 KS) sformowany został w 1939 roku. Jako korpus piechoty wchodził w skład 5 Armii i wraz z wojskami III Rzeszy i Słowacji od 17 września brał udział w ataku na Polskę. Od 22 czerwca 1941 roku prowadził walki obronne, związane z atakiem III Rzeszy na Związek Radziecki.
Korpus był formowany dwukrotnie. II formowanie przeprowadzono w 1943 roku.
W styczniu 1945 uczestniczył razem z oddziałami 44 Korpusu Piechoty w walkach o Bisztynek w Prusach Wschodnich. W czasie walk z armią niemiecką miasto zostało zniszczone w 75 procentach. Szlak bojowy prowadzący przez Smoleńsk, Mińsk, Grodno, Bisztynek, Królewiec 36 KS zakończył w rejonie Wrocławia w składzie 31 Armii.

## Dowódcy korpusu
- kombrig Fiodor Czernyszew[1]
- gen. mjr Konstantin Prowałow (03.07.1944 - 11.05.1945)[2]

## Struktura organizacyjna
Skład 2 października 1939:
- 135 Dywizja Piechoty
- 169 Dywizja Piechoty
- 176 Dywizja Piechoty